# Concilio de Constantinopla de 869-870
El Concilio de Constantinopla de 869–870 —cuarto (ecuménico) de Constaninopla para la Iglesia Romana que lo considera el octavo concilio ecuménico– fue convocado por el emperador bizantino Basilio I el Macedonio en 869, y finaliza en 870, estando en Roma de papa Adriano II. El tema principal fue condenar y deponer al Patriarca de Constantinopla Focio. Diez años después, Focio convocó un concilio revocando lo adoptado en este: el Concilio de Constantinopla de 879–880.

## Contexto histórico
En Oriente había dos candidatos para ser patriarcas de Constantinopla: uno era Ignacio, que al final es elegido, y otro Focio. 
El emperador Miguel III lo depone pues, según él, era una elección irregular por estar presente sólo la emperatriz y, mediante otra elección, entra en su lugar Focio, amigo de Miguel, académico. El Papa era Nicolás I, y favorecía a Ignacio. 
En este contexto llega la carta encíclica de Focio (864), comentando que los misioneros han degradado algunas tradiciones. En la carta, Focio denunciaba a los misioneros occidentales en Bulgaria y criticaba las prácticas litúrgicas occidentales. De forma más señalada, el patriarca Focio consideró una blasfemia la añadidura de la cláusula Filioque en el Credo niceno.
El patriarca de Constantinopla Focio, en 867 dirigió una encíclica en términos muy enfáticos a los otros patriarcas orientales, comentándoles la crisis política y eclesiástica en Bulgaria así como las tensiones entre Constantinopla y Roma.

## Convocatoria del concilio
Ante esta situación, se llama a concilio para condenar y derrocar a Focio, con la guía del Papa Adriano II. Después, Juan VIII lo restauró de nuevo en el cargo y, nuevamente, fue derrocado.

## Temas tratados
En la primera sesión se leyó y aprobó la regla de fe de Hormisdas.
Cánones contra Focio:

Can. 1Queriendo caminar sin tropiezo por el recto y real camino de la justicia divina, debemos mantener, como lámparas siempre lucientes y que iluminan nuestros pasos según Dios, las definiciones y sentencias de los Santos Padres (Denzinger: 650).
Can. 21[...] Y quienquiera usare de tanta jactancia y audacia que, siguiendo a Focio y a Dióscoro, dirigiera, por escrito o de palabra, injurias a la Sede de Pedro, príncipe de los Apóstoles, reciba igual y la misma condenación que aquellos (Denzinger: 662).

El Concilio se manifiesta claramente en contra del llamado "usurpador" Focio:

«Obedeced a vuestros dirigentes y someteos a ellos, pues velan sobre vuestras almas como quienes han de dar cuenta de ellas» (Hb 13, 17), advierte el gran apóstol Pablo. Por ello, considerando al beato Papa Nicolás como instrumento del Espíritu Santo, al mismo modo que su sucesor, el santo Papa Adriano, establecemos y ordenamos que todo cuanto ellos han expuesto y promulgado en diversos momentos mediante concilios, sea para la defensa y la pacificación de la iglesia de Constantinopla y de su arzobispo, el santísimo patriarca Ignacio, sea para la expulsión y la condena del neófita y usurpador Focio, se mantenga siempre en vigor y sea observado integralmente y sin mutilaciones con los «capitula» expuestos, y que ningún obispo, sacerdote, diácono o cualquier otro miembro del clero se atreva a infringir o desaprobar cualquier cosa de ello. Quien, tras esta decisión nuestra, resulte culpable de despreciar cualquier punto de los capítulos y de los decretos promulgados por estos papas, si es sacerdote o clérigo sea privado de su dignidad y de su rango; si es monje o laico, sin importar la dignidad que tenga, será excomulgado, hasta que, tras arrepentirse, prometa observar tales decretos.
Canon 2

## Aceptación
No es reconocido por la Iglesia ortodoxa. En Oriente, Focio es santo teólogo.

Las actas auténticas de este Concilio no se conservan. De estos cánones se posee doble forma, una griega, más breve y que ofrece menor número de cánones, y otra de la versión del bibliotecario Anastasio, que acusa a los griegos de falsificación y afirma que la trasladó de las actas auténticas, conservadas en los archivos de la Iglesia Romana. Extraño es, sin embargo, que lo que favorece al Romano Pontífice se halle en el griego, y falte lo que favorece al obispo de Constantinopla.
Denzinger.